# Cyclopteridaceae
Famille
Les Cyclopteridaceae sont une famille éteinte de fougères à graines, un groupe de fougères préhistoriques, de l'ordre éteint des Medullosales.

## Liste des genres
Selon BioLib (24 mars 2022) :
- genre † Callipterygium (Weiss) Grand'Eury
- genre † Cyclopteris Brongniart
- genre † Laveineopteris Cleal et al.
- genre † Margaritopteris Gothan